# Bahnstrecke Lapeyrouse–Volvic
| Postkarte Viaduc des Fades, 1927 |                      |                                                                     |                                                                  |
| Streckennummer (SNCF): | 709 000              |                                                                     |                                                                  |
| Kursbuchstrecke (SNCF): | 121                  |                                                                     |                                                                  |
| Streckenlänge: | 53,6 km              |                                                                     |                                                                  |
| Spurweite: | 1435 mm (Normalspur) |                                                                     |                                                                  |
| Maximale Neigung: | 25 ‰                 |                                                                     |                                                                  |
| Zweigleisigkeit: | ursprünglich ja      |                                                                     |                                                                  |
| |                      |                                                                     |                                                                  |
| \| \| \| Bahnstrecke Commentry–Gannat von Montluçon \| \| \| \| ~356,8 \| S.E. nach Montmarault (1 m) \| S.E. nach Montmarault (1 m) \| \| \| 358,8 \| Lapeyrouse \| 494 m \| \| \| \| Bahnstrecke Commentry–Gannat nach Gannat \| \| \| \| ~359,4 \| D 998 (ehem. N 698) \| D 998 (ehem. N 698) \| \| \| 363,2 \| Lannet \| 527 m \| \| \| 367,5 \| Saint-Éloy-les-Mines \| 501 m \| \| \| ~368,3 \| D 2144 (ehem. N 143) \| D 2144 (ehem. N 143) \| \| \| 367,9 \| Galerie (97 m) \| Galerie (97 m) \| \| \| 369,1 \| La Bouble \| 515 m \| \| \| 372,7 \| Youx \| 571 m \| \| \| \| Bahnstrecke Montluçon–Gouttières von Montluçon \| \| \| \| 378,9 \| Gouttières \| 658 m \| \| \| 384,8 \| Saint-Gervais-Châteauneuf \| 705 m \| \| \| 388,3 \| Saint-Priest-Sauret \| 653 m \| \| \| 391,5 \| Tunnel de Toureix (389 m) \| Tunnel de Toureix (389 m) \| \| \| 392,2 \| Sioule (Viaduc des Fades; 470 m) \| Sioule (Viaduc des Fades; 470 m) \| \| \| 392,5 \| Les Fades \| 576 m \| \| \| 394,7 \| Tunnel de Fontelun (322 m) \| Tunnel de Fontelun (322 m) \| \| \| 398,9 \| Tunnel des Rochettes (78 m) \| Tunnel des Rochettes (78 m) \| \| \| 396,2 \| Tunnel de la Jarasse (100 m) \| Tunnel de la Jarasse (100 m) \| \| \| 399,2 \| Les Ancizes-Saint-Georges \| 701 m \| \| \| 402,1 \| Les Richards \| 735 m \| \| \| 409,3 \| Galerie de la Buchaille (30 m) \| Galerie de la Buchaille (30 m) \| \| \| 407,8 \| Manzat \| 872 m \| \| \| ~408,8 \| A 89 \| A 89 \| \| \| 411,2 \| Charbonnières-les-Varennes \| 821 m \| \| \| ~411,4 \| Bahnstrecke Eygurande-Merlines–Clermont-Ferrand von Eygurande-M. \| Bahnstrecke Eygurande-Merlines–Clermont-Ferrand von Eygurande-M. \| \| \| 415,4 487,0 \| Volvic \| 760 m \| \| \| \| CFL (Chemins de fer de Limagne, 1 m) nach Riom (1890–1936) \| \| \| \| ~487,7 \| D 986 (ehem. N 686) \| D 986 (ehem. N 686) \| \| \| \| Bahnstrecke Eygurande-Merlines–Clermont-Ferrand n. Clermont-Ferrand \| \| |                      |                                                                     |                                                                  |
| |                      | Bahnstrecke Commentry–Gannat von Montluçon                          |                                                                  |
| Strecke · U-Bahn-Strecke von links (außer Betrieb) | ~356,8               | S.E. nach Montmarault (1 m)                                         | S.E. nach Montmarault (1 m)                                      |
| Bahnhof · U-Bahn-Kopfbahnhof Streckenende | 358,8                | Lapeyrouse                                                          | 494 m                                                            |
| Strecke quer |                      | Bahnstrecke Commentry–Gannat nach Gannat                            | Bahnstrecke Commentry–Gannat nach Gannat                         |
| Bahnübergang | ~359,4               | D 998 (ehem. N 698)                                                 | D 998 (ehem. N 698)                                              |
| Haltepunkt / Haltestelle | 363,2                | Lannet                                                              | 527 m                                                            |
| ehemaliger Bahnhof | 367,5                | Saint-Éloy-les-Mines                                                | 501 m                                                            |
| Brücke | ~368,3               | D 2144 (ehem. N 143)                                                | D 2144 (ehem. N 143)                                             |
| Tunnel | 367,9                | Galerie (97 m)                                                      | Galerie (97 m)                                                   |
| ehemaliger Haltepunkt / Haltestelle | 369,1                | La Bouble                                                           | 515 m                                                            |
| ehemaliger Haltepunkt / Haltestelle | 372,7                | Youx                                                                | 571 m                                                            |
| Abzweig geradeaus und ehemals von rechts |                      | Bahnstrecke Montluçon–Gouttières von Montluçon                      | Bahnstrecke Montluçon–Gouttières von Montluçon                   |
| ehemaliger Bahnhof | 378,9                | Gouttières                                                          | 658 m                                                            |
| ehemaliger Bahnhof | 384,8                | Saint-Gervais-Châteauneuf                                           | 705 m                                                            |
| ehemaliger Bahnhof | 388,3                | Saint-Priest-Sauret                                                 | 653 m                                                            |
| Tunnel | 391,5                | Tunnel de Toureix (389 m)                                           | Tunnel de Toureix (389 m)                                        |
| Brücke über Wasserlauf | 392,2                | Sioule (Viaduc des Fades; 470 m)                                    | Sioule (Viaduc des Fades; 470 m)                                 |
| ehemaliger Haltepunkt / Haltestelle | 392,5                | Les Fades                                                           | 576 m                                                            |
| Tunnel | 394,7                | Tunnel de Fontelun (322 m)                                          | Tunnel de Fontelun (322 m)                                       |
| Tunnel | 398,9                | Tunnel des Rochettes (78 m)                                         | Tunnel des Rochettes (78 m)                                      |
| Tunnel | 396,2                | Tunnel de la Jarasse (100 m)                                        | Tunnel de la Jarasse (100 m)                                     |
| ehemaliger Bahnhof | 399,2                | Les Ancizes-Saint-Georges                                           | 701 m                                                            |
| ehemaliger Haltepunkt / Haltestelle | 402,1                | Les Richards                                                        | 735 m                                                            |
| Tunnel | 409,3                | Galerie de la Buchaille (30 m)                                      | Galerie de la Buchaille (30 m)                                   |
| ehemaliger Bahnhof | 407,8                | Manzat                                                              | 872 m                                                            |
| Brücke | ~408,8               | A 89                                                                | A 89                                                             |
| ehemaliger Haltepunkt / Haltestelle | 411,2                | Charbonnières-les-Varennes                                          | 821 m                                                            |
| | ~411,4               | Bahnstrecke Eygurande-Merlines–Clermont-Ferrand von Eygurande-M.    | Bahnstrecke Eygurande-Merlines–Clermont-Ferrand von Eygurande-M. |
| Bahnhof · U-Bahn-Kopfbahnhof Streckenanfang | 415,4 487,0          | Volvic                                                              | 760 m                                                            |
| Strecke · U-Bahn-Strecke nach links (außer Betrieb) |                      | CFL (Chemins de fer de Limagne, 1 m) nach Riom (1890–1936)          | CFL (Chemins de fer de Limagne, 1 m) nach Riom (1890–1936)       |
| Brücke | ~487,7               | D 986 (ehem. N 686)                                                 | D 986 (ehem. N 686)                                              |
| |                      | Bahnstrecke Eygurande-Merlines–Clermont-Ferrand n. Clermont-Ferrand |                                                                  |

Die Bahnstrecke Lapeyrouse–Volvic ist eine 56,7 km lange, nicht elektrifizierte, eingleisige Eisenbahnstrecke ausschließlich im Département Puy-de-Dôme in Zentralfrankreich. Sie steht unter der Verwaltung der SNCF und wird heute nicht mehr befahren, ist aber nicht entwidmet. Sie verbindet in Nord-Süd-Richtung die Bahnstrecke Commentry–Gannat in einem weiten nach Westen gerichteten Bogen mit der Bahnstrecke Eygurande-Merlines–Clermont-Ferrand im Süden, die beide Ost-West-gerichtet sind.
Die Planung und der Bau der Strecke wurde durch die Kohlebergwerke und Metallveredelungsbetriebe initiiert, die sich rund um Saint-Éloy-les-Mines und Saint-Georges-de-Mons an der  oberen Loire entstanden. In den späten 1970er Jahren endete die Kohleära. Der Bahnstreckenbau entwickelte sich von Nord nach Süd.

## Geschichte

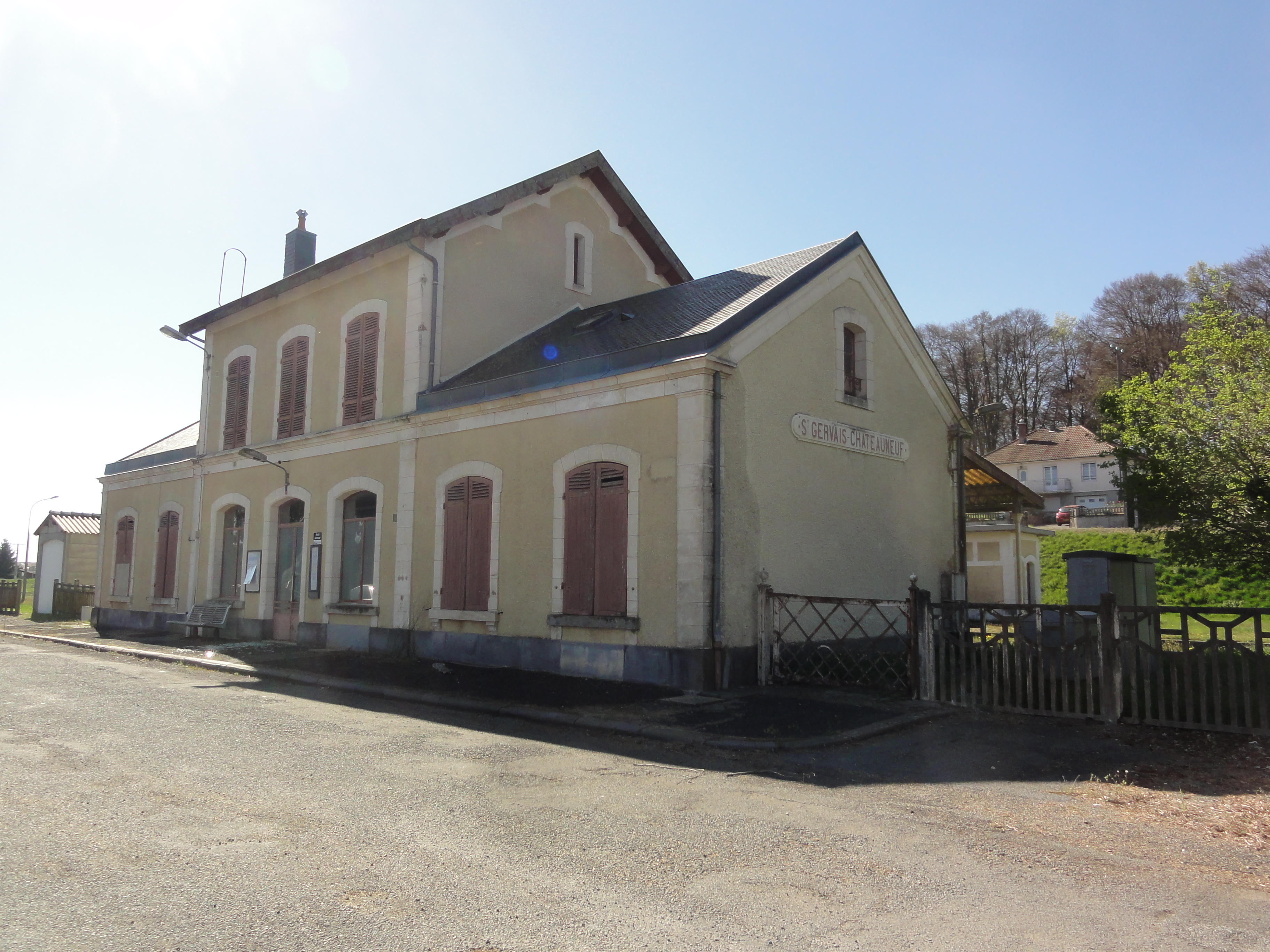
Bahnhof Saint-Gervais-d’Auvergne, Straßenseite, April 2014

Die ersten Konzessionärinnen für den Streckenabschnitt Lapeyrouse (BK 358,8)–St.-Eloy (BK 367,5) waren die beiden Bergwerksgesellschaften Société civile des Houillères de la Roche und die Société civile des Houillères de la Vernade et la Chaux, die beide bestrebt waren, lukrativere Transportwege zu finden und die am 20. Oktober 1862 eine erste Konzession für den Streckenbau und -betrieb erhielten. Ein Jahr später hatten sie sich zur Compagnie anonyme des houillères et du chemin de fer de Saint-Eloi zusammengeschlossen und erhielten zusätzlich die Genehmigung zum Personentransport.
Für den südlich sich fortsetzenden Streckenverlauf interessierte sich die Compagnie du chemin de fer de Paris à Orléans (P.O.), die zum 17. Juni 1892 eine entsprechende Konzession erhielt. Zum 27. März 1869 hatte sie bereits die Strecke von der Chemin de fer de Saint-Eloi übernommen. Für den Weiterbau der Strecke wurde der Straßenbauingenieur Albert de Préaudeau (1844–1921) zunächst mit den Studien, anschließend und Arbeiten beauftragt.
Nachdem 1865 die Strecke für den Kohlentransport eröffnet worden war, konnte erst zum 19. Juni 1871 der Personenverkehr aufgenommen werden. Nach Süden hin erfolgte der Bau aufgrund der Förderung durch den sogenannten Plan Freycinet und ging entsprechend schnell vonstatten. Die Eröffnung des Personen- und Güterverkehrs in kurzen Etappen: Saint-Eloy-les-Mines–Saint-Gervais (BK 384,8) am 8. Juni 1902, Les Ancizes-Saint-Georges–Volvic am 8. April 1908 und der Lückenschluss Saint-Gervais–Les Ancizes-Saint-Georges (BK 399,2) zum 20. September 1909. Das im zuletzt-genannten Streckenabschnitt die Sioule überspannende Viadukt Les Fades war das damals „höchste Viadukt der Welt“.
Über zehn Jahre hinweg von 1982 bis 1991 wurde im Bahnhofshotel von Les Fades oberhalb des Viaduc des Fades der Congrès ordinaires de banalyse abgehalten, der zum Inhalt hatte, auf andere Kongressteilnehmer zu warten. Die Teilnehmenden gehörten zu den gesellschaftskritischen Banalysten, die sich gegen gedankenloses („langweiliges“) Bauen und Planen von Stadtlandschaften richteten.
Seit 8. Dezember 2007 ist die Strecke geschlossen. Der Grund dafür waren „Sicherheitsbedenken“ aufgrund schlechten Zustands der Gleisanlagen. Wegen zu geringer Auslastung der Strecke wird eine Sanierung als aussichtslos betrachtet. Es wurde jedoch ein Projekt für einen „Opérateur Ferroviaire de Proximité“ (Nahverkehrsbetreiber) in Betracht gezogen, um den Güterverkehr an den Enden der Strecke wieder aufzunehmen. Seit 2016 sind 8,5 km als Draisinenbetrieb Velorail des Combrailles ausgestattet und beschildert.